# Clusia grandiflora
Clusia grandiflora är en tvåhjärtbladig växtart som beskrevs av Frederik Louis Splitgerber. Clusia grandiflora ingår i släktet Clusia och familjen Clusiaceae. Inga underarter finns listade i Catalogue of Life.